# Diecezja Lincoln

Diecezja Lincoln (łac. Dioecesis Lincolnensis, ang. Diocese of Lincoln) jest diecezją Kościoła rzymskokatolickiego w południowej części stanu Nebraska (na południe od rzeki Platte).

## Historia
Diecezja została kanonicznie erygowana 2 sierpnia 1887 roku przez papieża Leona XIII. Wyodrębniono ją z ówczesnej diecezji Omaha. Pierwszym ordynariuszem został kapłan pochodzenia irlandzkiego, Thomas Bonacum (1847-1911). Za sprawą wieloletniego ordynariusza Fabiana Bruskewitza, diecezja jest jedną z najbardziej konserwatywnych w USA. Jako jedyna nie dopuszcza do służby liturgicznej dziewcząt. Na jej terenie znajduje się seminarium Bractwa Kapłańskiego Świętego Piotra (w Denton), które kształci kapłanów sprawujących liturgię w Nadzwyczajnej Formie Rytu Rzymskiego. Kaplica tegoż seminarium została uroczyście poświęcona przez bpa Bruskewitza w 2010 roku, a specjalnym wysłannikiem papieża był kardynał William Levada.

## Ordynariusze
- Thomas Bonacum (1887–1911)
- John Henry Tihen (1911–1917)
- Charles Joseph O’Reilly (1918–1923)
- Francis Joseph Beckman (1923–1930)
- Louis Benedict Kucera (1930–1957)
- James Vincent Casey (1957–1967)
- Glennon Patrick Flavin (1967–1992)
- Fabian Bruskewitz (1992–2012)
- James Conley (od 2012)